# Narsunda River
Narsunda River är ett vattendrag i Bangladesh. Det ligger i den centrala delen av landet, 90 km nordost om huvudstaden Dhaka. Narsunda River ligger vid sjön Bengala Bīl.
Runt Narsunda River är det mycket tätbefolkat, med 1 177 invånare per kvadratkilometer.